# Сюзанне Схюлтінг
Сюзанне Схюлтінг (нід. Suzanne Schulting; 25 вересня 1997, Гронінген, Нідерланди) — голландська шорт-трековичка, олімпійська чемпіонка; призерка чемпіонату світу з шорт-треку 2017, 2018 та 2019року, восьмиразова переможниця чемпіонатів Європи з шорт-треку 2015, 2016, 2017, 2018 та 2019 року; багаторазова переможниця різних етапів Кубка світу з шорт-треку сезону 2015/2016, 2016/2017 та 2017/2018 року. Бронзова призерка зимових Олімпійських ігор 2018 року в жіночій естафеті, де голландки встановили новий світовий рекорд швидкості в цій дисципліні — 4:03.471.
За видатні спортивні досягнення, а також золоту медаль зимових Олімпійських ігор 2018 року — нагороджена орденом Оранських-Нассау (офіцерського ступеню). Відзнаку вручив міністр охорони здоров'я, соціального захисту та  спорту Нідерландів Бруно Брюйс. Церемонія пройшла 23 березня 2018 року на території Ґроте-Керк в Гаазі з прийомом у короля та королеви Нідерландів.

## Біографія
Сюзанне Схюлтінг народилась у місті Гронінгені (провінція Гронінген). Вперше стала на ковзани у восьмирічному віці. Професійно тренується на базі клубу «Shorttrack Thialf» під керівництвом Єруна Оттера (нід. Jeroen Otter).
Першу медаль на змаганнях міжнародного рівня Схюлтінг здобула під час чемпіонату Європи з шорт-треку 2015 року, що відбувся у нідерландському місті — Дордрехт. Її команда в жіночій естафеті на 3000 м з результатом 4.18,174 посіла друге місце, випередивши суперниць із Угорщини (4.18,658 — 3-є місце), але поступившись ковзаняркам із Росії (4.18,084 — 1-ше місце).
Участь у чемпіонаті Європи з шорт-треку 2017 року, що відбувся в італійському Турині принесла до її активу — бронзову медаль. Ця нагорода була завойована під час естафети серед жінок на 3500 м, де голландські шорт-трекістки з результатом 4:18.446 посіли третє місце. Першість змагання була за спортсменками з Угорщини (4:17.195 — 2-ге місце) та Італії (4:17.166 — 1-ше місце).
На зимових Олімпійських іграх 2018 року Сюзанне Схюлтінг дебютувала в забігу на 500, 1000, 1500 м та естафеті. 10 лютого 2018 року під час кваліфікаційного забігу на 500 м другої групи Схюлтінг втратила рівновагу під час проходження повороту та вилетіла з доріжки. Таким чином вона не змогла продовжити змагання і в загальному заліку посіла 30-те місце. 17 лютого 2018 року під час фінального забігу групи В на 1500 м з результатом 2:37.163 Схюлтінг фінішувала третьою. В загальному заліку вона посіла 10-те місце. 20 лютого на льодовій арені «Каннин» під час фінального забігу групи В естафети серед жінок голландські шорт-трекістки з результатом 4:03.471 фінішували першими і встановили світовий рекорд часу. У напруженій боротьбі за третє місце вони здолали жіночу команду з Угорщини (4:03.603  — 2-ге місце в групі В). В загальному заліку команда Схюлтінг посіла 3-тє місце. 22 лютого 2018 року під час фінального забігу на 1000 м серед жінок з результатом 1:29.778 вона фінішувала першою, залишивши позаду суперниць із Канади (Кім Бутен, 1:29.956 — 2-ге місце) та Італії (Аріанна Фонтана, 1:30.656 — 3-тє місце).

## Олімпійські ігри
| Рік  | Місто                     | 500 метрів | 1000 метрів | 1500 метрів | Е | ЗЕ  |
| ---- | ------------------------- | ---------- | ----------- | ----------- | - | --- |
| 2018 | Пхьончхан, Південна Корея | 30         | 1           | 10          | 3 | Н/Д |
| 2022 | Пекін, Китай              | 2          | 1           | 3           | 1 | 4   |